# Gruta de los Cuervos
La Gruta de los Cuervos está ubicada aproximadamente a 11 km de la ciudad de Tacuarembó en Uruguay.
Se llama Gruta de los Cuervos debido a la gran cantidad de cuervos que podían verse en esa zona, aunque actualmente ya no es así.